# Дивиняно
Дивиня̀но (на италиански: Divignano, на местен диалект: Dumian, Дюмиан) е село и община в Северна Италия, провинция Новара, регион Пиемонт. Разположено е на 337 m надморска височина. Населението на общината е 1496 души (към 2014 г.).